# ۹۹ (فیلم ۱۹۱۸)
۹۹ (مجاری: A 99-es számú bérkocsi) فیلمی به کارگردانی مایکل کورتیز است که در سال ۱۹۱۸ منتشر شد. از بازیگران آن می‌توان به بلا لاگوسی اشاره کرد.